# 遠藤幸佑
遠藤 幸佑（えんどう こうすけ、1980年11月11日 - ）は、日本の元ラグビー選手、アマチュアボクシング選手。トヨタ自動車ヴェルブリッツに所属していた。実家は中標津町の牧場。

## プロフィール
- 北海道中標津町出身。
- ポジションはウィング(WTB)、フルバック(FB)。
- 日本代表キャップは41。
- ニックネームは滝廉太郎

## 来歴
中学までは剣道をやっていたが、中標津高校入学後にラグビーを始め、2・3年時に花園出場を果たした。また、高校日本代表にも選出された。
法政大学に進学後、フルバックに転向。2年時に大学選手権準優勝、3・4年時にも4強入りを果たし、7人制日本代表にも選出された。
卒業後の2003年4月にトヨタ自動車へ入社。チームはこの年から始まった「トップリーグ」への参入を逃していたが、1年目から中心選手として活躍しトップリーグ昇格に貢献。
2004年7月には日本代表に選ばれ、イタリア戦で初キャップを獲得した。
2007年には、ワールドカップのメンバーに選ばれた。ウェールズ戦でのトライはガレス・エドワースをして「遠藤幸佑のトライは、今大会、ここまで見たもののなかでベストトライだった」と言わしめるほどであった。また、2008年7月に放送された国際ラグビー番組「トータルラグビー」にも出演し、番組中で、子供のころ剣道をやっていたこと、ラグビー部の監督の誘いで中標津高校に進学したことなどが紹介された。
2007年7月から10月まで、カンタベリー代表としてニュージーランドでプレイ。10月末に帰国後、代表に選出され、瑞穂ラグビー場でのアメリカ戦で1トライを挙げた。
2011年にもワールドカップのメンバーに選ばれ、3試合に出場した。
2015年3月8日に行われたトップリーグオールスターで現役を引退した。
引退後はボクシングに転向。2019年に行われた全日本社会人選手権ではヘビー級にてエントリーし決勝まで進むが、元Jリーガーの阿部陽輔に敗れ準優勝。
実弟（遠藤康宏）(FL)（現在は引退して大手食品会社勤務）も中標津高校→法大のラグビー選手であった。